# Cleopatra (Lied)
Cleopatra (englisch für Kleopatra) ist ein englischsprachiger Popsong, der vom Autorenteam Luuk van Beers, Alan Roy Scott und Sarah Lake geschrieben wurde. In der Version der aserbaidschanischen Sängerin Samira Efendi wäre der Titel der aserbaidschanische Beitrag zum Eurovision Song Contest 2020 in Rotterdam gewesen. Zuvor wurde der Titel von der italienischen Sängerin Senhit aufgenommen.

## Hintergrund und Produktion
Ende Februar 2020 wurde vom aserbaidschanischen Rundfunk İctimai bekanntgegeben, dass die Sängerin Efendi ihr Land beim kommenden Eurovision Song Contest vertreten werde. Man habe sich für sie aus fünf verschiedenen Künstlern entschieden. Am 10. März 2020 wurde ihr Beitrag Cleopatra erstmals der Öffentlichkeit vorgestellt.
Der Titel wurde von Luuk van Beers, Alan Roy Scott und Sarah Lake geschrieben. Van Beers mischte den Titel ab und produzierte ihn mit Tony Cornelissen.

## Musik und Text
Laut der Sängerin handle das Lied davon, dass man seinen Urinstinkten vertrauen und selbst für sich eintreten solle, selbst wenn harte Zeiten kommen und besonders, wenn man von anderen Menschen hintergangen werde.

“It is truly a song about freedom, a celebration of all cultures and all sexualities and it’s a song that is meant to inspire people to be who they are and to be proud of themselves - just as Cleopatra was. She was a queen who went through love, heartbreak, and betrayal, but she stood up for herself and is now remembered as an icon of strength and femininity.”

„Das Lied handelt von Freiheit, dem Feiern aller Kulturen und sexuellen Identitäten. Es soll die Menschen dazu inspirieren, stolz auf sich zu sein – genau wie es Kleopatra war. Sie war eine Königin, die Liebe, Liebeskummer und Betrug durchlebte, aber für sich selbst einstand und heute als Ikone der Stärke und Weiblichkeit in Erinnerung bleibt.“

Eine Besonderheit des Liedes stellt das im Refrain mehrmals wiederholte japanische Mantra Namu Myōhō Renge Kyō dar. Das Wort Cleopatra im Refrain entspricht nicht der üblichen Aussprache im Englischen, sondern erfolgt mit einem Reibelaut beim „r“. Im Song verwendete Instrumente sind u. a. die Oud, die Balaban, sowie die Tar.

## Beim Eurovision Song Contest
Aserbaidschan hätte im ersten Halbfinale des Eurovision Song Contest 2020 mit diesem Lied auftreten sollen. Aufgrund der fortschreitenden COVID-19-Pandemie wurde der Wettbewerb jedoch abgesagt.

## Rezeption
Laut der taz sei die Liedzeile „Straight or gay or in between“ (deutsch „Hetero, homo oder dazwischen“) ein „klare[s] Statement für die LGBTQ-Community“ und für Aserbaidschan „alles andere selbstverständlich“. Joshua Kucera von Eurasianet ist der Ansicht, dass Cleopatra einen Wendepunkt in der aserbaidschanischen Geschichte beim Song Contest darstelle. Habe das Land vorher mit westlich-orientiertem Pop punkten können, werde mit jenem Titel die Form gebrochen. Als Gründe nennt er den Bezug auf die ägyptische Königin, das japanische Mantra, sowie die aserbaidschanischen Instrumente.
Der Fanblog ESCXtra lobte den Song und ist der Ansicht, dass Cleopatra der „Ethno-Knüller“ des Jahres sei. Eurovisionary sagte, es sei schwierig, den Refrain wieder aus dem Kopf zu holen. Der deutsche Blog ESC Kompakt bewertete kritischer. Cleopatra sei überambitioniert, „angefangen bei dem dümmlichen Text bis hin zur nervigen Art wie sie ‚Cleopatra‘ ausspricht“. Es spreche Bände, dass Aserbaidschan ein Lied ins Rennen schicke, welches „in San Marino abgeblitzt ist“. Die bereits erwähnte Liedzeile wird als „verlogen und anbiedernd“ bezeichnet.

## Veröffentlichung
Titel und Musikvideo wurden am 10. März veröffentlicht. Das Video wurde von Alex Lamakh im Gobustan-Schutzgebiet gedreht. Außerdem führte er Regie. Produzent war Isa Melikov.